# ساتريانو دي لوكانيا
ساتريانو دي لوكانيا (بالإيطالية: Satriano di Lucania)‏ هي بلدية في مقاطعة بوتنسا في إقليم بازيليكاتا الإيطالي. كانت تعرف سابقا باسم بييترافيسا على الرسام بنفس الاسم. تشتهر القرية بجدارياتها؛ تم ترشيحها عدة مرات للقب «عاصمة الجداريات في إيطاليا».
يقام في المدينة كرنفال ساتريانو دي لوكانيا ومهرجان لوكانيا إتنو الشعبي.

## السكان
في سنة 1861 بلغ عدد السكان 2٬850 نسمة، وتطور العدد ليصل في سنة 2011 لـ 2٬406 نسمة.
يظهر هذا المخطط البياني تطور النمو السكاني لـ ساتريانو دي لوكانيا